# Knut Haugland
Knut Haugland (n. 23 septembrie 1917 – d. 25 decembrie 2009) a fost un luptător în rezistență și explorator  norvegian. Printre altele, el a participat în anul 1947 la Expediția Kon-Tiki, condusă de către Thor Heyerdahl.

## Biografie
Knut Haugland s-a născut la data de 23 septembrie 1917.  În timpul celui de-al doilea război mondial, Haugland, împreună cu alți nouă luptători din rezistența norvegiană, au organizat și s-au ocupat cu celebra acțiune de sabotaj la adresa fabricii "Norsk Hydro" din Rjukan, Norvegia, care producea "apă grea" (oxid de deuteriu) pentru programul de cercetări nucleare al Germaniei naziste. El a scăpat "printre degete" capturării sale de către Gestapo, când transmițătorul său, ascuns la Maternitatea din Oslo, a fost localizat de către Direcția de interceptări. Haugland a fost decorat de către Marea Britanie cu Ordinul pentru Serviciu Excepțional și cu Crucea Militară Britanică.
El l-a întâlnit pentru prima dată pe Thor Heyerdahl în anul 1944 într-un câmp de pregătire premilitară din Anglia. Acolo a auzit despre teoria lui Heyerdahl cu privire la migrațiile din insulele Polineziei și planul său de a traversa Oceanul Pacific pe o plută din lemn de balsa.
În anul 1947 Haugland a fost invitat de către Heyerdahl să i se alăture în Expediția "Kon-Tiki", care a constat în traversarea cu o plută din lemn de balsa a Oceanului Pacific din Peru până în  Polinezia. Rolul său în această expediție a fost cel de operator radio, Haugland și Torstein Raaby intrând frecvent în contact radio cu radioamatori americani și transmițând date meteorologice și hidrografice pentru a fi comunicate Institutului Meteorologic din Washington, DC. În ciuda faptului că transmițătorul radio avea numai 6 W (wați), la fel ca și o baterie de lanternă, cei doi operatori au intrat în contact cu radioamatori din Norvegia, trimițând chiar o telegramă de felicitare regelui Haakon VII cu prilejul celei de-a 75-a aniversări.
În anii următori, Knut Haugland a fost director al Muzeului "Kon-Tiki" din Oslo (1949-1960) și apoi al Muzeului rezistenței norvegiene (1963-1983).